# Xavier Olin
Xavier Victor Olin (Brussel, 14 december 1836 – Sint-Gillis, 30 januari 1899) was een Belgisch liberaal politicus.

## Levensloop
Olin was de zoon van de Franse boekbinder en papierfabrikant Babolein Olin en van Barbe Humé. Hij trouwde met Jeanne Guillaume. In 1864 werd hij genaturaliseerd tot Belgisch staatsburger.
In 1858 promoveerde Olin aan de ULB tot doctor in de rechten en werd advocaat aan de Balie van Brussel. In 1864 behaalde hij zijn aggregaat. Hij doorliep tevens een academische loopbaan aan zijn Alma Mater. Bij de ULB was hij achtereenvolgens docent (1866), buitegewoon hoogleraar (1869), gewoon hoogleraar (1876-82 en 1884-1889). Hij was ook tijdelijk de rector van de ULB (1879-1880)
Via zijn werk in het onderwijs werd hij lid van La Ligue de l'Enseignement (1864), bezocht hij het Congrès International de l'Enseignement (1880) en was lid van de Conseil de Perfectionnement de l'Enseignement primaire (1881-1882).
Olin was in de journalistiek bedrijvig. In 1865 stichtte hij het weekblad La Liberté en was lid van de redactieraad van Le Courrier de Nivelles.
Olin was lid van het Brusselse vrijmetselaarsloge 'Les Amis Philanthropes' (1877-1899)
Olin was actief in het bedrijfsleven. Hij was bestuurder van het familiebedrijf Maison Olin et Fils (1877-1885) en daarna afgevaardigd bestuurder bij Papéteries de Virginal (1885-1894). Hij was bestuurslid van de Société Franco-Belge La Construction Industrielle (1881). Na zijn pensionering werd hij bestuurslid bij Banque de Bruxelles (1881-1899), Chemin de Fer du Congo (1894-1899) en Société des Briquettes de Houille du Nord (1898-1899).

## Politiek
In 1876 werd Olin verkozen tot volksvertegenwoordiger namens de Liberale Partij voor het arrondissement Nijvel en vervulde dit mandaat tot in 1884.
Op 5 augustus 1882 verving hij voortijdig Charles Sainctelette als Minister van Openbare Werken in de regering-Frère-Orban-Van Humbeeck. Hij vervulde dit ambt tot het einde van zijn ambtstermijn op 10 juni 1884 toen de katholieken de macht overnamen.